# Gould (Oklahoma)
Gould – miasto w Stanach Zjednoczonych, w stanie Oklahoma, w hrabstwie Harmon.